# 四川省宜宾市第三中学校
四川省宜宾市第三中学校，简称宜宾三中，位于四川省宜宾市叙州区南岸长江大道50号 ，是四川省国家级示范性普通高中，四川省一级示范性普通高中。素有“万里长江第一名校”的美誉。
学校始建于1926年，原名宜宾县立初级中学校。1980年被确定为四川省首批省级重点中学，2003年被确定为四川省国家级示范性普通高中，2013年12月创建成四川省一级示范性普通高中，2023年5月被四川省教育厅确认为四川省一级示范性引领型普通高中。

## 历史沿革
宜宾县立初级中学校始建于1926年春，1942年设高中部。
中华人民共和国成立后，1952年更名为四川省宜宾第三中学，1959年被省政府批准为完全中学，定名为四川省宜宾市第三中学校。1980年学校被四川省政府、省教育厅确定为四川省首批省级重点中学，2003年12月成功创建为四川省国家级示范性普通高中。2013年12月23日，学校创建为四川省一级示范性普通高中。
目前，学校有宜宾市翠屏区行知中学校区、宜宾三中珙县校区、宜宾三中屏山校区等分校区。